# Agelescape gideoni
Agelescape gideoni là một loài nhện trong họ Agelenidae.
Loài này thuộc chi Agelescape. Agelescape gideoni được Gershom Levy miêu tả năm 1996.